# Gerry Weber Open 2008
Gerry Weber Open 2008 — тенісний турнір, що проходив на трав'яних кортах у місті Галле, NRW, Німеччина з 9 червня. Належав до категорії ATP International Series.

## Фінальна частина

### Одиночний розряд
Роджер Федерер —  Філіпп Кольшрайбер 6–3, 6–4

### Парний розряд
Михайло Южний /  Міша Зверєв —  Лукаш Длоуги /  Леандер Паес 6–3, 4–6, [10–3]